# Sjögullssläktet
Sjögullssläktet (Nymphoides) är ett släkte av vattenklöverväxter som beskrevs av Jean-François Séguier. Det vetenskapliga namnet syftar till likheten med näckrossläktet (Nymphaea).

## Utbredning
Utom arten sjögull, Nymphoides peltata, som av människan är införd i Sverige, återfinns inga arter av släktet i landet.

## Dottertaxa till Sjögullssläktet, i alfabetisk ordning[1][2]
- Nymphoides aquatica
- Nymphoides aurantiaca
- Nymphoides beaglensis
- Nymphoides bosseri
- Nymphoides brevipedicellata
- Nymphoides cambodiana
- Nymphoides cordata
- Nymphoides coreana
- Nymphoides crenata
- Nymphoides disperma
- Nymphoides elegans
- Nymphoides elliptica
- Nymphoides exiliflora
- Nymphoides ezannoi
- Nymphoides fallax
- Nymphoides flaccida
- Nymphoides forbesiana
- Nymphoides furculifolia
- Nymphoides geminata
- Nymphoides grayanum
- Nymphoides guineensis
- Nymphoides hastata
- Nymphoides herzogii
- Nymphoides humilis
- Nymphoides hydrophylla
- Nymphoides indica
- Nymphoides krishnakesara
- Nymphoides lungtanensis
- Nymphoides macrospermum
- Nymphoides milnei
- Nymphoides minima
- Nymphoides minor
- Nymphoides montana
- Nymphoides parvifolia
- Nymphoides peltata
- Nymphoides planosperma
- Nymphoides quadriloba
- Nymphoides rautanenii
- Nymphoides siamensis
- Nymphoides simulans
- Nymphoides sivarajanii
- Nymphoides spinulosperma
- Nymphoides spongiosa
- Nymphoides stygium
- Nymphoides subacuta
- Nymphoides tenuissima
- Nymphoides tonkinensis
- Nymphoides triangularis
- Nymphoides verrucosa

## Bildgalleri

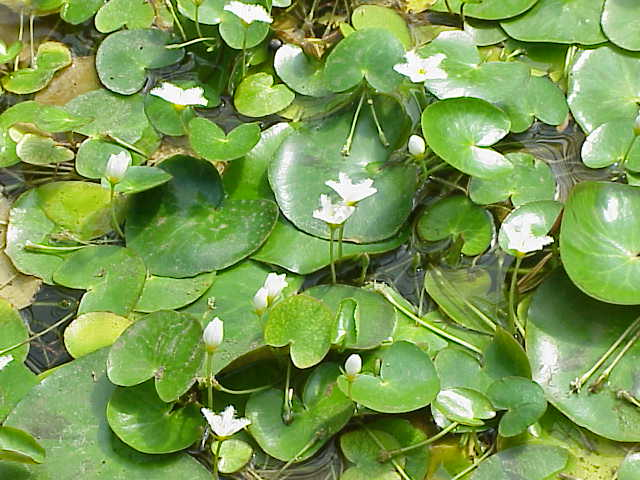
N. indica
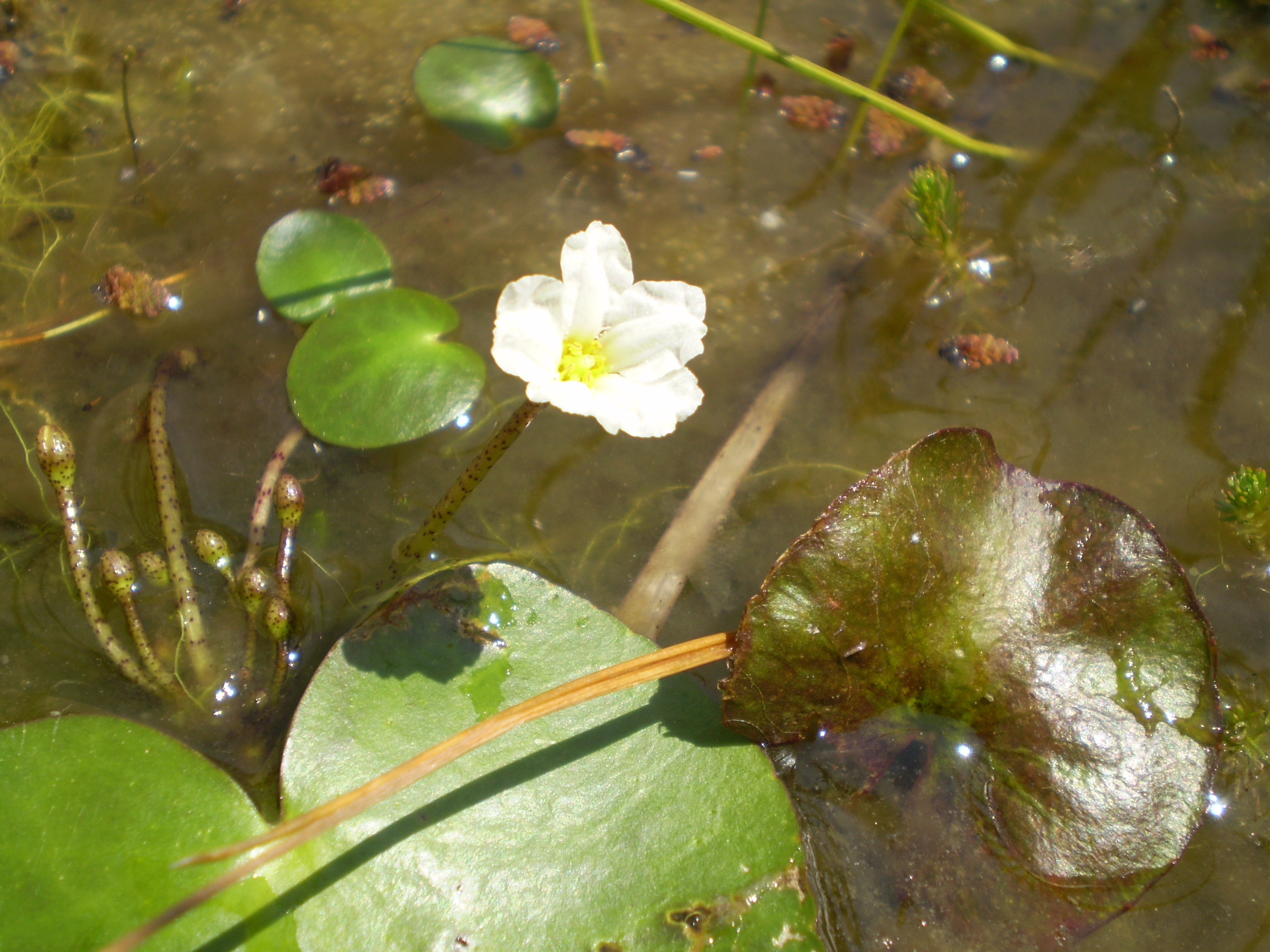
N. aquatica
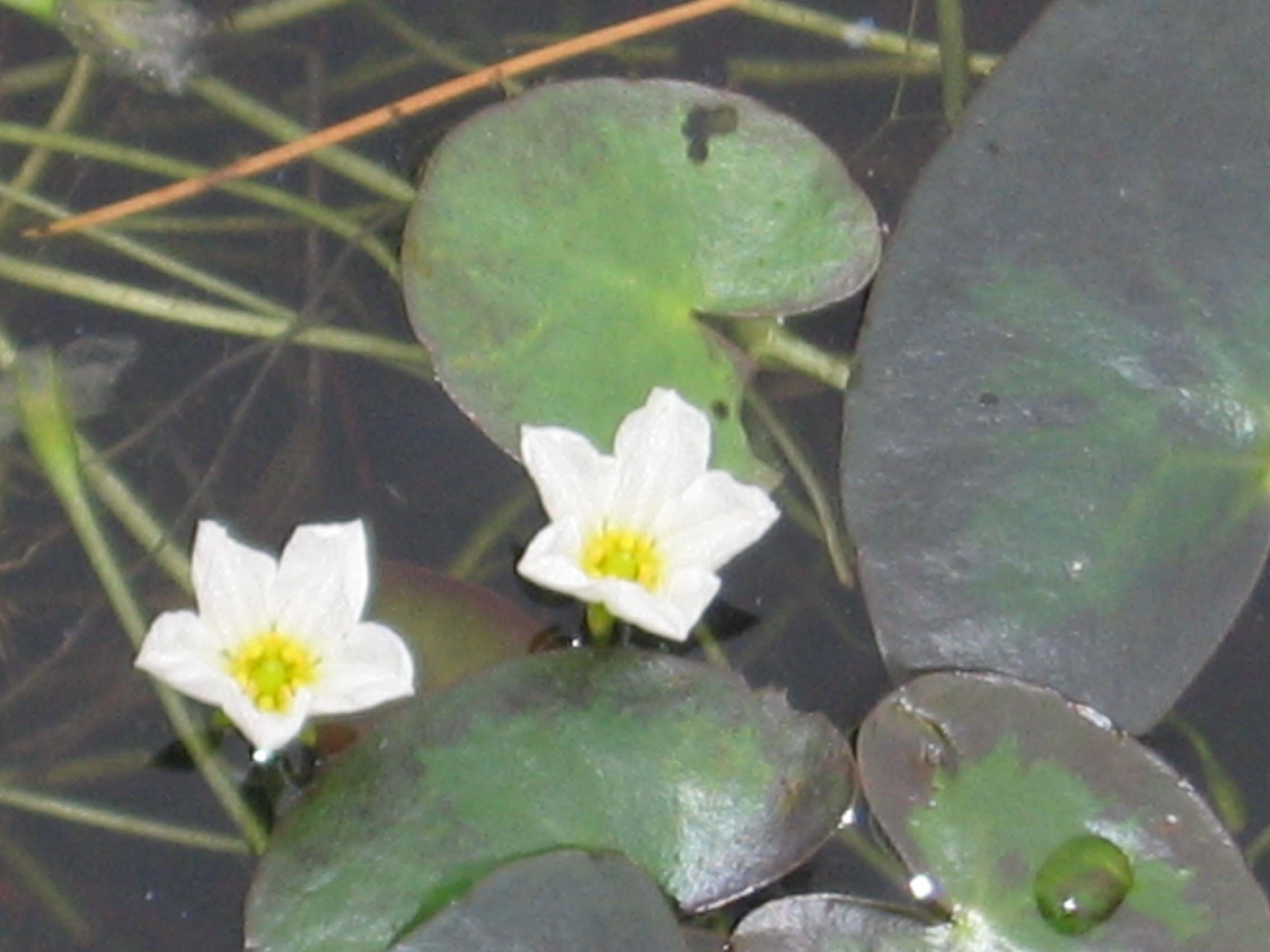
N. cordata